# Världsmästerskapen i orientering 1974
Världsmästerskapen i orientering 1974 hölls den 20-22 september 1974 i Silkeborg i Danmark.

## Medaljörer

### Herrar

#### Individuellt
1. Bernt Frilén, Sverige 1.35.48
2. Jan Fjærestad, Norge 1.40.45
3. Eystein Weltzien, Norge 1.42.42

#### Stafett
1. Sverige (Rolf Pettersson, Gunnar Öhlund, Arne Johansson, Bernt Frilén) 4.49.27
2. Finland (Hannu Mäkirinta, Markku Salminen, Risto Nuuros, Seppo Väli-Klemelä) 5.05.26
3. Norge (Svein Jacobsen, Jan Fjærestad, Ivar Formo, Eystein Weltzien) 5.08.58

### Damer

#### Individuellt
1. Mona Nørgaard, Danmark 1.03.43
2. Kristin Cullman, Sverige 1.06.37
3. Outi Borgenström, Finland 1.09.11

#### Stafett
1. Sverige (Birgitta Larsson, Monica Andersson, Kristin Cullman) 2.51.36
2. Norge (Kristin Danielsen, Ingrid Hadler, Linda Verde) 2.51.48
3. Tjeckoslovakien (Dana Procházková, Anna Hanzlová, Renata Vlachová) 3.01.05